# ليندسي غراهام
ليندسي أولين غراهام (بالإنجليزية: Lindsey Graham) (ولد في 9 يوليو 1955) هو سياسي أمريكي وعضو في الحزب الجمهوري. شغل غراهام منصب عضو مجلس الشيوخ الأمريكي عن ولاية كارولينا الجنوبية منذ عام 2003، كما يشغل منصب عضو مجلس الشيوخ رفيع المستوى عن ولاية كارولينا الجنوبية منذ عام 2005.
ولد غراهام في وسط كارولينا الجنوبية وتخرج من جامعة ساوث كارولينا في عام 1977. حصل غراهام على دكتوراة في الحقوق من جامعة ساوث كارولينا في عام 1981. خدم غراهام في القوات الجوية للولايات المتحدة في فترة 1982-1988 وشغل منصب أحد افراد الحرس لأول مرة في الحرس الوطني الجوي لولاية كارولينا الجنوبية ثم في احتياط سلاح الجو، حاملا رتبة عقيد. عمل غراهام كمحام في القطاع الخاص قبل انتخابه ليشغل منصبا في مجلس النواب لولاية كارولينا الجنوبية في عام 1992، حيث قضى فترة واحدة من 1993 إلى 1995. ثم عمل في مجلس النواب الأمريكي كممثل عن الدائرة المؤتمرية الثالثة لولاية كارولينا الجنوبية في الفترة من 1995 إلى 2003. وانتخب لأربع فترات، وتلقى على الأقل 60٪  من الأصوات في كل مرة.

## المواقف السياسية
أشار معارضو حركة الشاي إلى غراهام بأنه «جمهوري معتدل». بينما يصف نفسه بأنه «جمهوري على طراز ريغان»، ووصِف بأنه جمهوري محافظ بـ«مسحة من الاعتدال»، وأن له «صبغة مستقلة».

ينصب أغلب النقد الذي توجهه حركة الشاي على رغبته في الثنائية الحزبية، والعمل مع الديمقراطيين على قضايا مثل التغير المناخي والإصلاح الضريبي وإصلاح الهجرة، واعتقاده بأن المرشحين للقضاء لا يجب الاعتراض عليهم فقط بناءً على مواقفهم الفلسفية. صوّت غراهام بتأييد كلا مرشحي الرئيس أوباما للمحكمة العليا، سونيا سوتومايور وإيلينا كاغان. انتقد غراهام حركة الشاي وعارضها، وطالب بحزب جمهوري أرحب صدرًا. صُنف غراهام سادسًا في تقييم أكثر أعضاء مجلس الشيوخ ثنائية حزبية في الجلسة الأولى من مجلس الشيوخ الأمريكي للدورة 115، التصنيف الذي أجراه مركز لوغار ومدرسة ماكورت للسياسة العامة التابعة لجامعة جورجتاون.
لقد خسرنا. وربح الرئيس أوباما. لقد كان لدي فرصة كبيرة للاختلاف، ولكن الدستور يحتم عليّ، كما أرى، ألا أستبدل حكمي بهذا، وألا أفكر بألف سبب يدفعني لاختيار مختلف... أرى أن واجبي يكمن في حماية القضاء وضمان انتخابات نزيهة، ولهذا معناه في نظامنا. سأصوت لها [كاغان] لأنني أؤمن بأن لهذا النظام الانتخابي عواقبه. وأن الرئيس اختار شخصًا مؤهلًا للعمل في تلك المحكمة، يفهم الاختلاف بين كونه قاضيًا حرًا وكونه سياسيًا. لم يكن القرارصعبًا في نهاية اليوم... إنها لم تكن اختياري الأول، ولكن الرجل الذي اختار، الرئيس أوباما، اختار بحكمة.

-غراهام مفسرًا تصويته بتأييد إيلينا كاغان للمحكمة العليا. 
في تقييم ناشونال جورنال للحالة الأيديولوجية لأعضاء مجلس الشيوخ، صُنف غراهام في المركز 41 لأكثر أعضاء الكونغرس محافظة في 2003، وصُنف الأكثر محافظة في المرتبة 38 في 2004، والمرتبة 43 في 2005، والمرتبة 33 في 2006، والمرتبة 24 في 2007، والمرتبة 15 في 2008، والمرتبة 26 في 2009، والمرتبة 24 في 2010، والمرتبة 42 في 2011، والمرتبة 33 في 2012، والمرتبة 40 في 2013.

### جلسات استماع تأييد أليتو
أثناء جلسة استماع تأييد أليتو في اللجنة القضائية في عام 2006، لترشيحه للمحكمة العليا في الولايات المتحد، أثير سؤال حول عضوية أليتو في جامعة برينستون، وقال البعض عنها بأنها عنصرية ومنحازة جنسيًا. رد أليتو بأنه «يأسف» بشأن بعض التعليقات العنصرية التي أصدرها مؤسس المنظمة. اعترف غراهام بإمكانية قول أليتو ذلك لرغبته في نيل الترشيح، ولكنه استنتج أن أليتو ليس لديه سبب يدعوه لذلك، لأنه «يبدو رجلًا محترمًا وشريفًا». وصفت زوجة أليتو وأخته أحاديث غراهام بالتشجيعية.

### جلسات استماع تأييد كافانو
أثناء الجدل الذي دار حول ترشيح القاضي بريت كافانو للمحكمة العليا في الولايات المتحدة، اتخذ غراهام موقفًا حاسمًا ضد السماح بتأجيل العملية أو تغييرها بشهادة كريستين بلازي فورد، التي اتهمت القاضي بالتحرش الجنسي بها عندما كان كلاهما في المدرسة الثانوية. حكت دكتورة فورد، أنها أثناء حفلة في المدرسة الثانوية، ألقى بها كافانو على السرير، وكتم فمها لمنعها من الصراخ، وحاول تجريدها من ثيابها بينما تحاول الفرار منه. كان غراهام أول عضو مجلس شيوخ جمهوري يستجوب كافانو أو فورد مباشرةً أثناء جلسة الاستماع. وبعد استجواب دكتورة فورد في اللجنة القضائية في مجلس الشيوخ الأمريكي، صرح غراهام للصحافة بأنه لم يتأثر بشهادتها، وبأنه يشك في ذاكرتها بشأن تحرش القاضي كافانو بها.

### حرية التعبير
أثناء ظهوره على فيس ذا ناشون في 3 إبريل عام 2011، «اقترح غراهام أن يتخذ مجلس الشيوخ موقفًا رسميًا ضد الواعظ الذي حرق القرآن في فلوريدا، تيري جونس»، على ضوء الهجمات التي تعرضت لها الأمم المتحدة بتشجيع من أفعال جونس. شدد غراهام على أن «مجلس الشيوخ ربما يحتاج إلى استكشاف الاحتياج إلى بعض أشكال حرية التعبير»، وطرح أن «حرية التعبير فكرة عظيمة، ولكننا في حرب»، وأضاف «لقد كان لنا حدود في ما يمكن أن نقوله أثناء الحرب العالمية الثانية».[95]

### عصابة 14
كان غراهام واحدًا من ما أطلق عليه عصابة الـ14 في 23 مايو عام 2005، إذ اتهموا عصابة الـ14 عضوًا من مجلس الشيوخ بتزوير التسوية لوقف الإعاقة المستمرة للتصويت بالموافقة أو الرفض على المرشحين القضائيين. أنهت تلك التسوية استخدام الديمقراطيين للـ«مماطلة سياسية» واستخدام الجمهوريين لـ«الخيار النووي» كما وصف في الإعلام. طبقًا لهذا الاتفاق، سيحتفظ الديمقراطيون بسلطة المماطلة السياسية ضد مرشح بوش في «الظروف غير الطبيعية»، ونتيجة لذلك، نال ثلاثة من مرشحي بوش المحافظين لمحكمة الاستئناف (جانيس روجرز براون، بريسيلا أوين، ويليام إتش. بريور جونيور) تصويتًا من كامل مجلس الشيوخ.

### رقابة وكالة الأمن القومي الأمريكية
ردًا على كشف التنصت العالمي لعام 2013، حول وكالة الأمن القومي في الولايات المتحدة الأمريكية وشركائها الدوليين في الرقابة العالمية على المسؤوليين الدوليين أو مواطني الولايات المتحدة، قال غراهام أنه «مسرور» أن وكالة الأمن القومي جمعت سجلات هواتف المواطنين. وقال: «أنا عميل لفيريزون. ولا أمانع أن تأخذ الشركة تسجيلات للحكومة إذا كانت الحكومة ستتأكد من خلالها عن كون مستخدم الهاتف إراهبيًا في الولايات المتحدة. لا أعتقد أنك ستتحدث مع الإرهابيين. أعلم أنني لست كذلك. فليس لدي ما أخشى عليه».
تبنت لجنة الموازنة والمخصصات المالية في مجلس الشيوخ تعديلًا عرضه غراهام في 25 مايو 2013 على «قانون العام المالي لعام 2014 ومخصصات العمليات الخارجية والبرامج المتعلقة بها» الذي يسعى لتوقيع العقوبات على أي دولة توفر ملجأ للمتعاقد مع وكالة الأمن القومي إدوارد سنودن.

### استجوابات المعتقلين
أمَّن غراهام في يونيو عام 2005 كشف المذكرات التي أصدرها كبار المحاميين العسكريين مبكرًا منذ عام 2003، والتي تعبر عن مخاوفهم بشأن مشروعية استجواب المعتقلين في خليج غوانتانامو.
وبخصوص المواطنين الأمريكيين المتهمين بدعم الإرهاب، صرح غراهام أمام مجلس الشيوخ «عندما يقولون [أريد محاميًا] نقول لهم: [اخرسوا، لن تحصلوا على محامي. إنكم عدو لنا، وسنتحدث بشأن انضمامكم للقاعدة]». واستجابة لذلك ولقرار المحكمة العليا الأمريكية في 2004 بالسماح للمعتقلين بتحرير ملف الأمر بالمثول أمام القضاء لفك الأسر، ألف غراهام تعديلًا على  قانون إقرار الدفاع الوطني وقدمه، محاولًا توضيح سلطات المحاكم الأمريكية. مُرر التعديل في نوفمبر عام 2005 بتصويت 49-42 في مجلس الشيوخ، على الرغم من معارضة مجموعات حقوق الإنسان والأكاديميون القانونيون، قائلين أنه يحد من حقوق المعتقلين.
قال غراهام أنه عدل قانون إقرار الدفاع الوطني، من أجل منح المحاميين العسكريين دورًا أكثر استقلالًا لمواجهة القادة العسكريين، على عكس المحاميين المختارين سياسيًا. ويجادل بأن الافتقار إلى الرقابة وارتباك الجنود بشأن الحدود القانونية كانتا أكبر مشكلتين في فضائح انتهاك المعتقلين في غوانتانامو وأبو غريب.
يسهب غراهام في الشرح بأن المحاميين العسكريين راقبوا أحكام القانون الموحد للقضاء العسكري واتفاقيات جنيف، ولكن إدارة بوش لم تأخذ تلك الأحكام في الاعتبار عند التعامل مع المعتقلين في خليج غوانتانامو. ادعى غراهام أن الرقابة القانونية في سلسلة القيادة العسكرية ستمنع أي انتهاك مستقبلي للمعتقلين.
في لقاء مع سي إن إن في مايو عام 2009، أشار غراهام إلى اعتقال أسرى الحرب اليابانيين والألمان ومواطني الولايات المتحدة كنموذج للاعتقال المحلي في غوانتانامو قائلًا: «لقد كان لدينا 450 ألف ياباني وألماني من الأسرى المحجوزين في الولايات المتحدة في أثناء الحرب العالمية الثانية، وبإمكاننا التعامل مع ذلك».

### تزويد إسرائيل بالأسلحة إلى إسرائيل
السيناتور الجمهوري ليندسي غراهام في جلسة للجنة الدفاع بالكونغرس: "هل تعتقد أننا كنا مصيبين في إسقاط قنبلتين نوويتين على مدينتي هيروشيما وناغازاكي اليابانيتين؟ إسرائيل تعرضت لهجوم من إيران وحزب الله وحماس.. يريدون تدمير الدولة اليهودية. الوضع الآن أضعاف هيروشيما وناغازاكي!"
اقترح غراهام تسوية غزة بالأرض.

## روابط خارجية
- ليندسي غراهام على موقع IMDb (الإنجليزية)
- ليندسي غراهام على موقع الموسوعة البريطانية (الإنجليزية)
- ليندسي غراهام على موقع روتن توميتوز (الإنجليزية)
- ليندسي غراهام على موقع إن إن دي بي (الإنجليزية)
- ليندسي غراهام على موقع قاعدة بيانات الفيلم (الإنجليزية)